# Transilvania
Transilvania (tiếng România: Transilvania hoặc Ardeal; tiếng Hungary: Erdély; tiếng Đức: Siebenbürgen) là một vùng đất lịch sử ở trung bộ nước România. Về phía đông và phía nam của Transilvania là dãy núi Carpathia, phía tây đến dãy núi Apuseni. Tuy nhiên, thuật ngữ "Transilvania" đôi khi không chỉ gồm bản thân Transilvania mà còn gồm thêm các khu vực lịch sử lân cận là Crişana, Maramureş và phần đất Banat thuộc România. Lãnh thổ România ngày nay được hình thành do sự hợp nhất của nhiều công quốc România thời trung cổ, trong đó quan trọng nhất là Moldavia, Wallachia và Transilvania.
Transilvania từng do nhiều dân tộc và đế quốc khác nhau cai trị trong suốt chiều dài lịch sử của nó. Vùng này từng là hạt nhân của Vương quốc Dacia (82 TCN-106). Năm 106, Đế quốc La Mã chinh phục lãnh thổ này và sau đó đã tổ chức khai thác nó một cách có hệ thống. Sau khi các quân đoàn La Mã rút lui vào năm 271, vùng đất này tiếp tục bị một số bộ lạc khác cai quản. Trong thời gian này, các khu vực của Transilvania nằm dưới sự kiểm soát của các bộ lạc như Carpi, Visigoth, Hung, Gepids, Avars và Bulgars. Từ đây nảy sinh tranh cãi rằng liệu các thành phần cư dân pha trộn Dacia-La Mã có sinh tồn tại Transilvania qua thời đại Đen Tối (và trở thành tổ tiên của người România hiện đại) hay những cư dân Vlachs/România đầu tiên chỉ xuất hiện từ thế kỷ 13 sau khi di cư từ bán đảo Balkan lên phía bắc.
Các nước nói tiếng Anh thường gắn truyền thuyết về ma cà rồng với miền đất này do ảnh hưởng từ cuốn tiểu thuyết Dracula của Bram Stoker. Tiếng Anh gọi vùng này là Transylvania.

## Từ nguyên
Transilvania được nhắc đến lần đầu trong văn bản tiếng La tinh Trung cổ vào năm 1075 dưới tên gọi ultra silvam (nghĩa là "vượt quá khu rừng"). Transilvania có nghĩa là "ở bìa kia của khu rừng". Tiếng România còn dùng tên Ardeal để chỉ vùng này, bắt nguồn từ cách viết Ardeliu trong một văn bản vào năm 1432.